# ポリーナ・アスタホワ
ポリーナ・グリゴーリエヴナ・アスタホワ（英: Polina Grigoryevna Astakhova 露: Поли́на Григо́рьевна Аста́хова ロシア語発音: [pɐˈlʲinə ɡrʲɪˈɡorʲjɪvnə ɐsˈtaxəvə] ウクライナ語: Поліна Григорівна Астахова, 1936年10月30日 - 2005年8月5日）は、ソビエト連邦（現ロシア連邦）の元女子体操競技選手。1956年メルボルン、1960年ローマ、1964年東京と3大会にわたって五輪に出場し、合計10個のメダルを獲得した。2002年に国際体操殿堂入りしている。

## 経歴
1936年10月30日、ポリーナ・アスタホワはソビエト連邦ウクライナ・ソビエト社会主義共和国（現ウクライナ）ザポリージャで生まれた。しかし、幼少の頃に第二次世界大戦が起こり、家族は戦火から逃れるため居を転々と変えざるを得なかった。セヴェロウラリスクに居住していたときにアスタホワは医師から結核に罹患していると診断され、もっと気候が温暖なところに引っ越すよう勧められたので家族はドネツクへ移った。
彼女はドネツクで地元の体育学校へ通学していたが、13歳のときにドネツク体操競技選手権を初めて観戦して選手たちの演技に感銘を受け、シャフタール・ドネツクスポーツクラブに加入して体操競技のトレーニングを始めた。アスタホワのコーチになったのはウラジーミル・アレクサンドロヴィッチ・スミルノフである。欧米のメディアは並外れた優美さを持つアスタホワを「ロシアの白樺」とのニックネームで呼んだ。1956年から1966年までの間、数多くの国際大会およびソビエトの国内大会、特に段違い平行棒においてはトップの座にあった。また、1955年から1968年までソビエト代表チームのメンバーでもあった。
1954年のソビエト連邦選手権に初出場した後、ソビエト代表に招集されて1956年メルボルン五輪へ出場するソビエト代表チームの一人となり、五輪ではチームの最年少メンバーとしてソビエトの団体総合での金メダル獲得と手具体操団体での銅メダル獲得に貢献した。1960年ローマ五輪では団体総合と段違い平行棒で金メダル、ゆかで銀メダルを獲得し、個人総合でも一時トップに立ったが、8つのルーティンの7つ目である平均台の演技で落下したため金メダルを逃し、銅メダルに終わった。アスタホワはこれに非常に落胆したが、翌1961年のヨーロッパ選手権ライプツィヒ大会で段違い平行棒と平均台で金メダルを獲得し、立ち直った。1964年の東京五輪ではソビエトチームの団体総合での金メダル獲得に貢献したほか、段違い平行棒で金メダル、ゆかで銀メダル、個人総合で銅メダルを獲得した。
1968年に現役から引退した後はソビエト代表チームのコーチなどを務め、1972年ミュンヘン五輪と1980年モスクワ五輪でソビエト代表を団体総合金メダル獲得へと導いた。晩年はキエフで暮らし、2005年8月5日に肺炎のため68歳で死去した。

## オリンピック大会以外での成績
| 年   | 大会               | 個人総合 | 団体総合 |    |    |    |    |
| ---- | ------------------ | -------- | -------- | -- | -- | -- | -- |
| 1956 | ソビエト連邦選手権 | 銅       |          |    | 銅 |    | 銅 |
| 1957 | ソビエト連邦選手権 |          |          |    | 銅 |    |    |
| 1958 | 世界選手権         |          | 金       |    | 銅 |    |    |
| 1958 | ソビエト連邦選手権 | 銅       |          | 銅 | 銀 |    | 銅 |
| 1959 | ヨーロッパ選手権   |          |          |    | 金 |    | 金 |
| 1959 | ソビエト連邦選手権 | 金       |          |    | 金 | 銀 | 金 |
| 1959 | ソビエト連邦カップ | 金       |          |    | 金 | 銅 | 金 |
| 1960 | ソビエト連邦選手権 |          |          |    | 金 | 銀 | 金 |
| 1960 | ソビエト連邦カップ | 金       |          |    |    |    |    |
| 1961 | ヨーロッパ選手権   | 銀       |          |    | 金 | 金 | 銀 |
| 1961 | ソビエト連邦選手権 | 金       |          |    | 銀 | 金 | 銀 |
| 1961 | ソビエト連邦カップ |          |          |    | 銀 | 金 |    |
| 1962 | 世界選手権         |          | 金       |    |    |    |    |
| 1962 | ソビエト連邦選手権 | 銅       |          |    | 銀 |    | 銅 |
| 1963 | ソビエト連邦選手権 | 銅       |          |    | 金 |    | 銀 |
| 1963 | ソビエト連邦カップ | 金       |          | 銀 | 金 | 銀 | 金 |
| 1964 | ソビエト連邦選手権 |          |          |    | 銀 |    | 金 |
| 1965 | ソビエト連邦選手権 | 銀       |          |    |    | 銅 |    |
| 1965 | ソビエト連邦カップ | 金       |          |    |    |    |    |
| 1966 | 世界選手権         |          | 銀       |    |    |    |    |
| 1966 | ソビエト連邦選手権 | 銅       |          |    |    |    |    |
| 1967 | ソビエト連邦選手権 |          |          |    | 銅 |    |    |